# Severní Čolla
Severní Čolla je provincie v Jižní Koreji. Hlavním městem je Čondžu. Byla vytvořena v roce 1896 rozdělením původní provincie Čolla na Severní a Jižní Čollu. Hlavní část průmyslu je soustředěna kolem Honamské dálnice procházející městem Čondžu.